# Natalia Bessmertnova
Natalya Igorevna Bessmertnova, ry. Наталья Игоревна Бессмертнова, född 19 juli 1941 i Moskva, död 19 februari 2008 i Moskva, var en rysk ballerina.
Bessmertnova, som studerade för bland andra Marina Semyonova, avlade examen 1961 och anställdes två år senare av Bolsjojbaletten.